# Olga Gyarmati
Olga Gyarmati , née le 5 octobre 1924 à Debrecen et morte le 27 octobre 2013 à Greenfield (Massachusetts), est une athlète hongroise spécialiste du saut en longueur.
Sélectionnée pour les Jeux olympiques de 1948 à Londres, elle devient la première athlète féminine championne olympique du saut en longueur en réalisant 5,69 m. Olga Gyarmati dispute deux autres Jeux olympiques, terminant 10e en 1952 à Helsinki et 11e en 1956 à Melbourne.
Olga Gyarmati était l'épouse de l'écrivain hongrois Tamás Aczél.

## Palmarès
| Année | Compétition     | Lieu    | Résultat | Marque |
| ----- | --------------- | ------- | -------- | ------ |
| 1948  | Jeux olympiques | Londres | 1re      | 5,69 m |